# Durbach
Durbach település Németországban, azon belül Baden-Württembergben.A település Oberkirch és Offenburg városok között helyezkedik el. Lakosainak száma 4098 fő (2023. december 31.).. A településen jelentős a szőlőtermelés.

## Földrajza

### Földrajzi elhelyezkedése

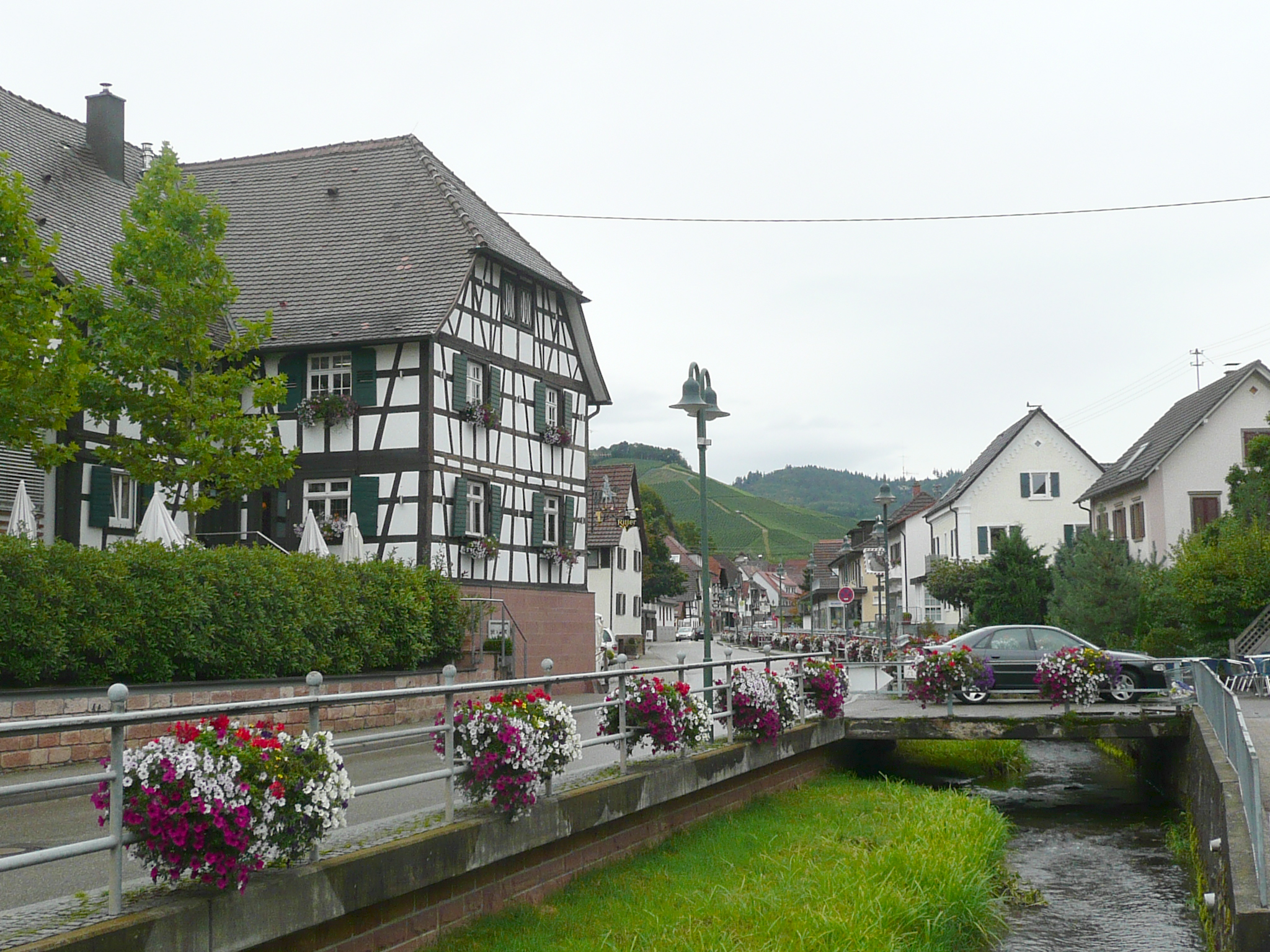
Durdach

Durbach a Badeni borút területén fekszik, a település területe 26,33 km² és maga a település  bor- és gyógyüdülőhely a Rajna-völgy és a Fekete-erdő lábánál, Offenburg járási várostól körülbelül 7 km-re . A településen összesen 42 völgyben termelnek szőlőt, a település az azonos nevű patak mentén fekszik.

### Szomszédos települések
A település északon az Appenweier-el, keleti részén Oberkirch városával, délen Gengenbach és Ohlsbach településsel, nyugaton pedig az Offenburg városával határos.

## Története
1973.január.1-én Durbach-hoz csatolták az 1250 lakosú Eberwiser települést.

### Népesség
A település népessége az elmúlt években az alábbi módon változott:
| Lakosok száma | 3062 | 3240 | 3415 | 3590 | 3600 | 3844 | 3901 | 3856 | 3824 | 4098 |
|               | 1961 | 1967 | 1974 | 1980 | 1987 | 1993 | 2000 | 2006 | 2013 | 2023 |

## Politika
A 2019. május 26-i 68,2% -os (+ 3,8%) részvételi arányú helyi választások a következő eredményhez vezettek:
| Párt | szavazatok aránya | +/-%  | képviselők | +/- |
| ---- | ----------------- | ----- | ---------- | --- |
| CDU  | 44,6%             | -3,1% | 5          | -2  |
| FWV  | 55,4%             | +3,1% | 7          | 0   |

Az önkormányzati tanácsnak mindössze tizenkét tagja van, szemben az előző, 14 tagú választással.

### Polgármesterek
- 1939–1945: Josef Anton Huber
- 1945–1946: Josef Singler
- 1946–1948: Franz Xaver Müller
- 1948–1969: Andreas Glanzmann
- 1969–1993: Hans Weiner
- 1993–2001: Wolfgang Pühler
- 2001–2014: Toni Vetrano
- 2014-től a mai napig: Andreas König

### Partnervárosok
Büserberg, Ausztria
Châteaubernard, Franciaország

### Önkormányzati irányítás
Az önkormányzat közigazgatási társulást kötött Offenburg városával, Hohberg, Ortenberg és Schutterwald településekkel együtt.

## Kultúra és látnivalók

### Színház és múzeum
- 2002-ben és 2005-ben Schloss Staufenberg volt a helyszíne a szabadtéri színházi játékok számára.
- A bor- és helytörténeti múzeum a falu központjában található.
- A Kortárs Művészeti Múzeum – a Hurrle Gyűjtemény a "Négy évszak" szálloda épületében található de 2019. október óta zárva tart.

### Szoborpark
A Staufenburg klinikától délre helyezkedik el a Durbach szoborpark, melyet 73 nemzetközi szobrászművész készített

### Galéria

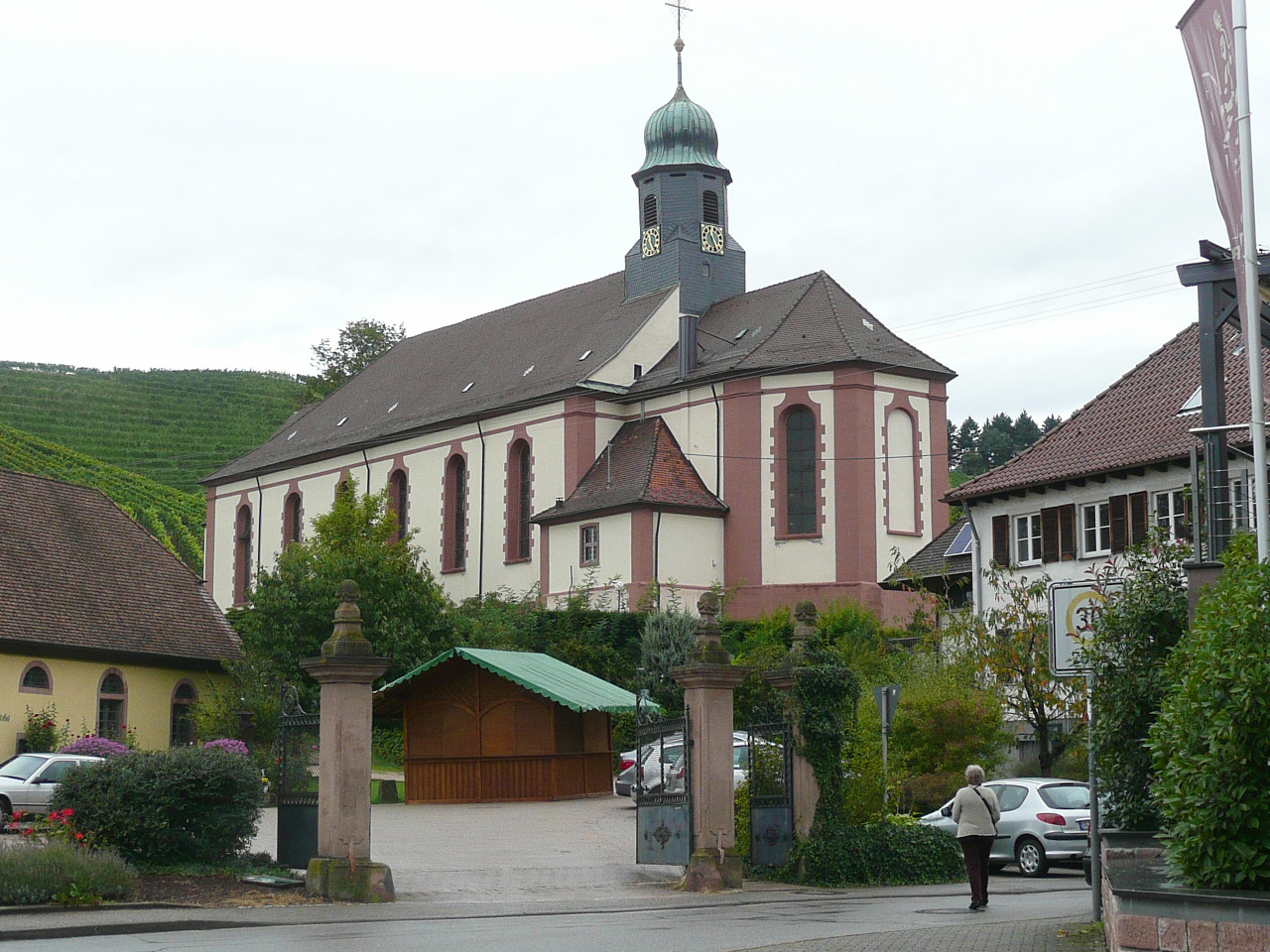
A Durchbachi Szent Henrik templom
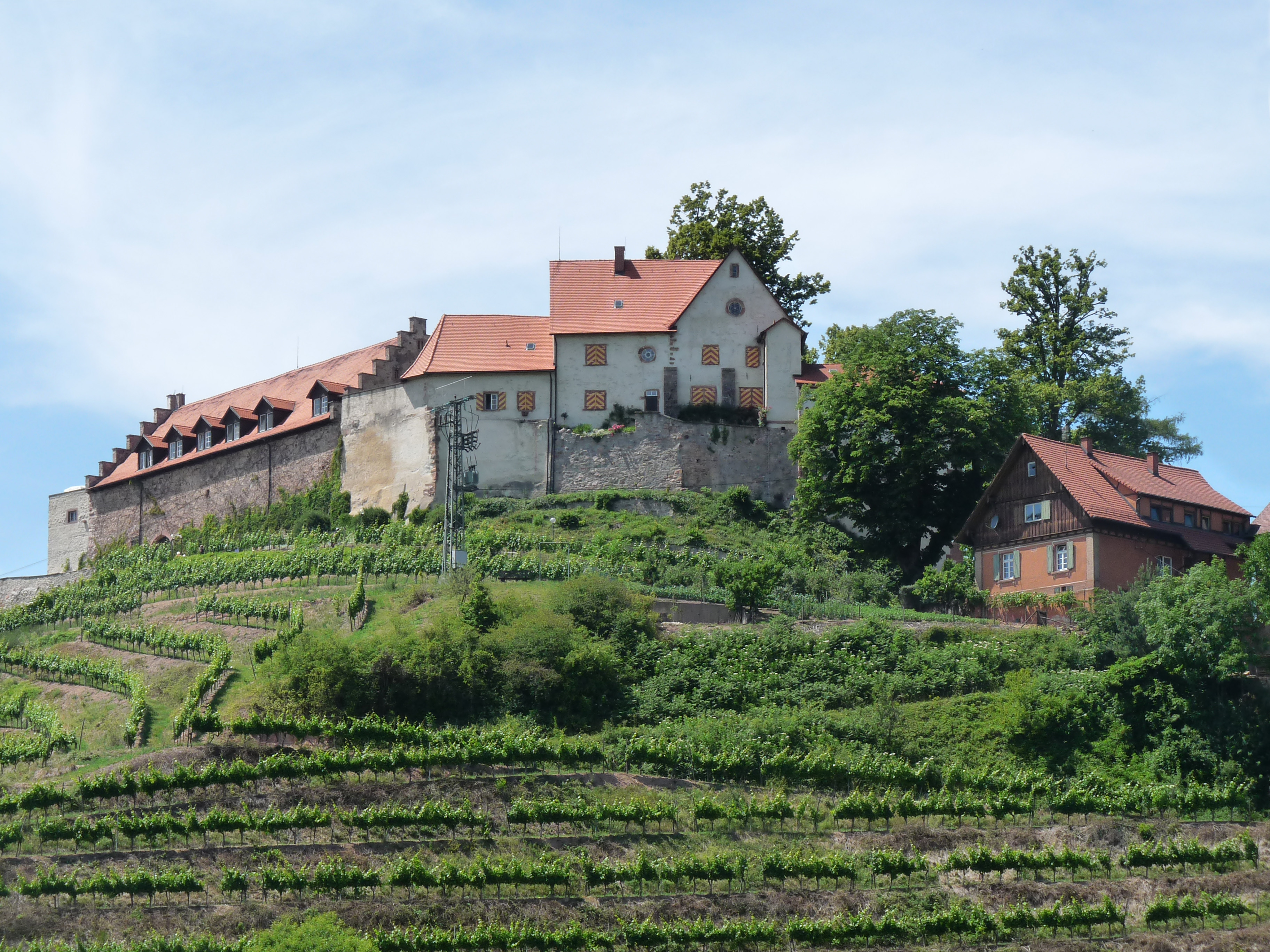
A Staufenberg kastély
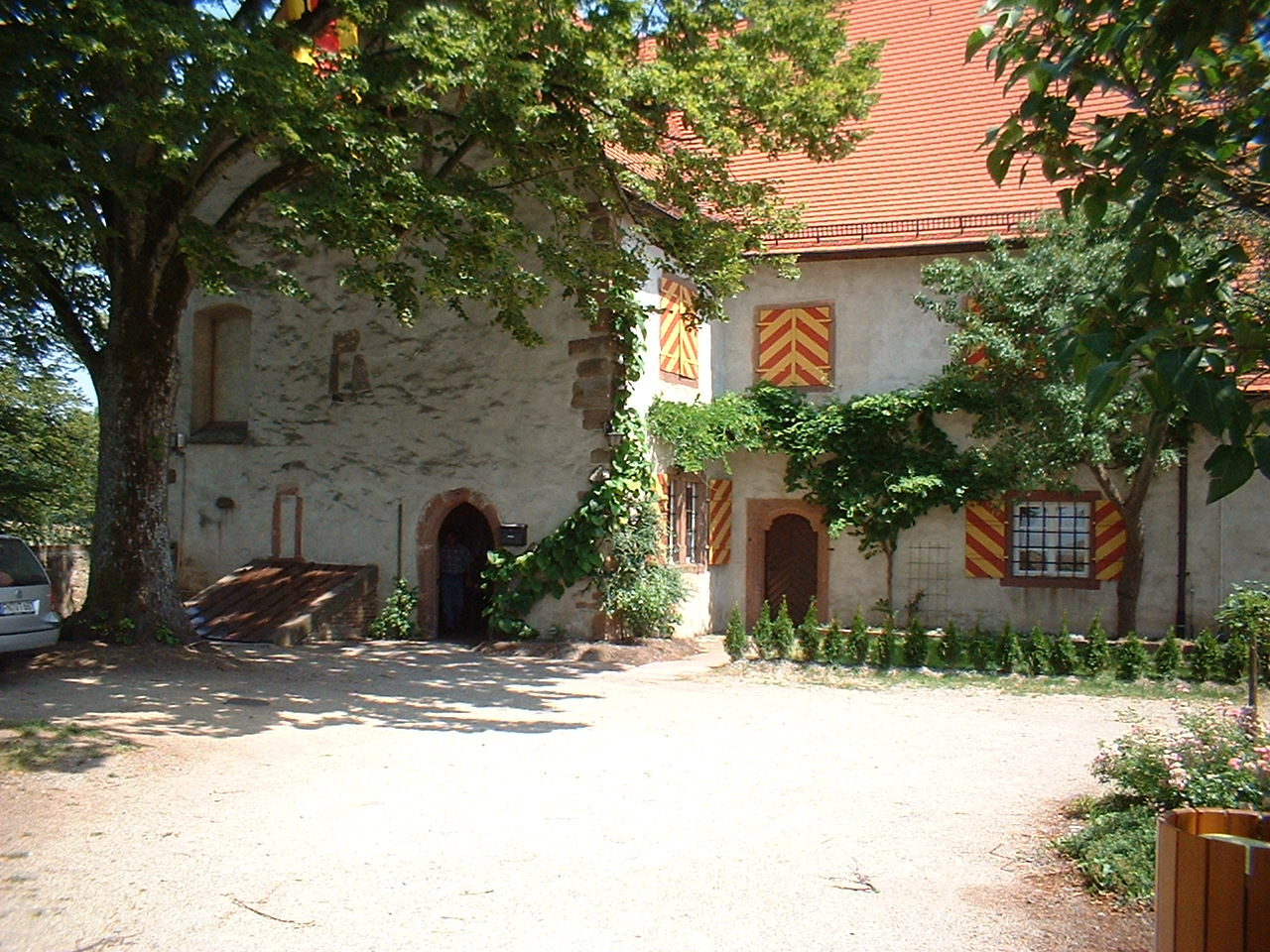
A Staufenberg kastély belseje
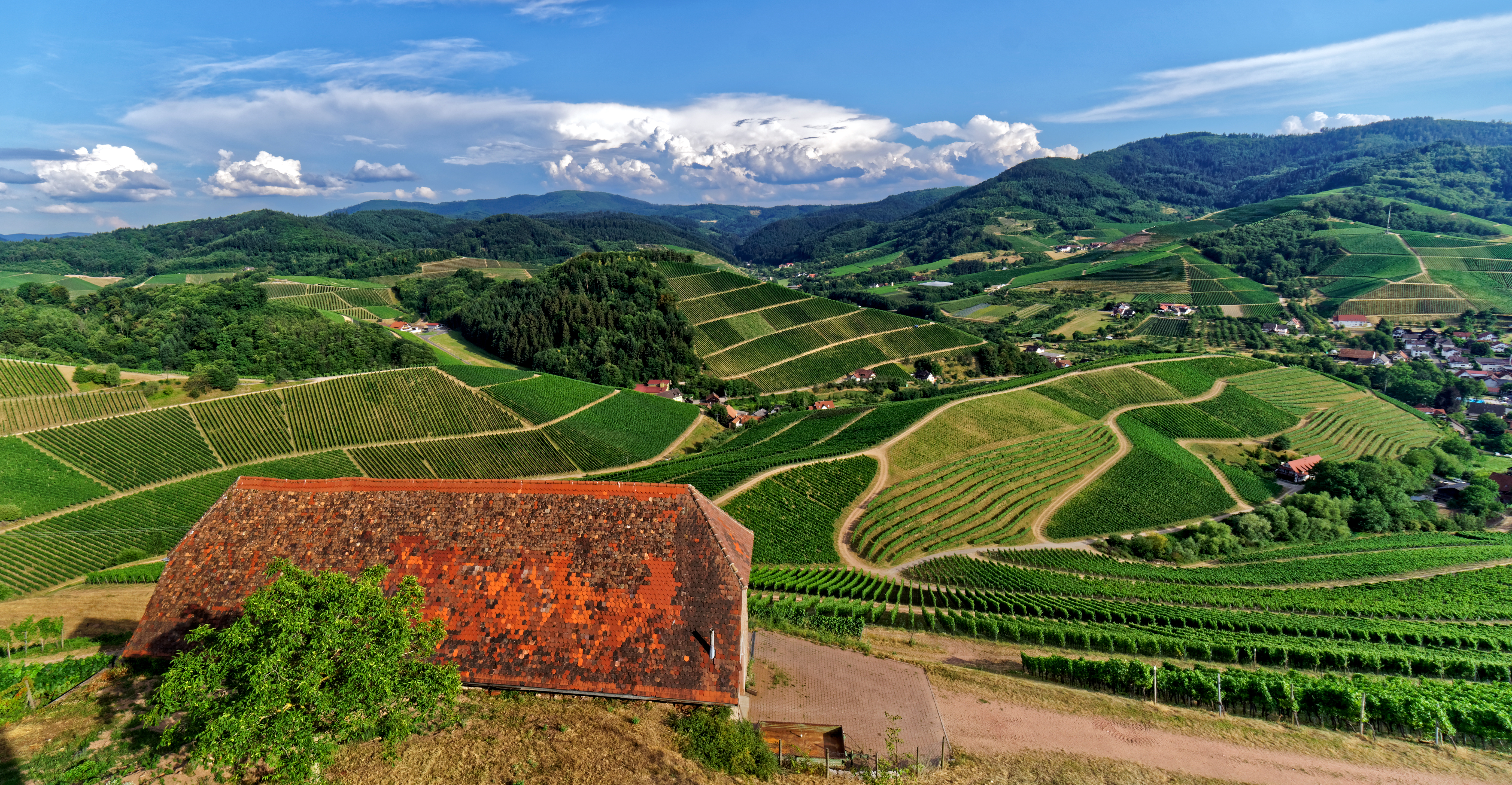
Kilátás a kastélyból
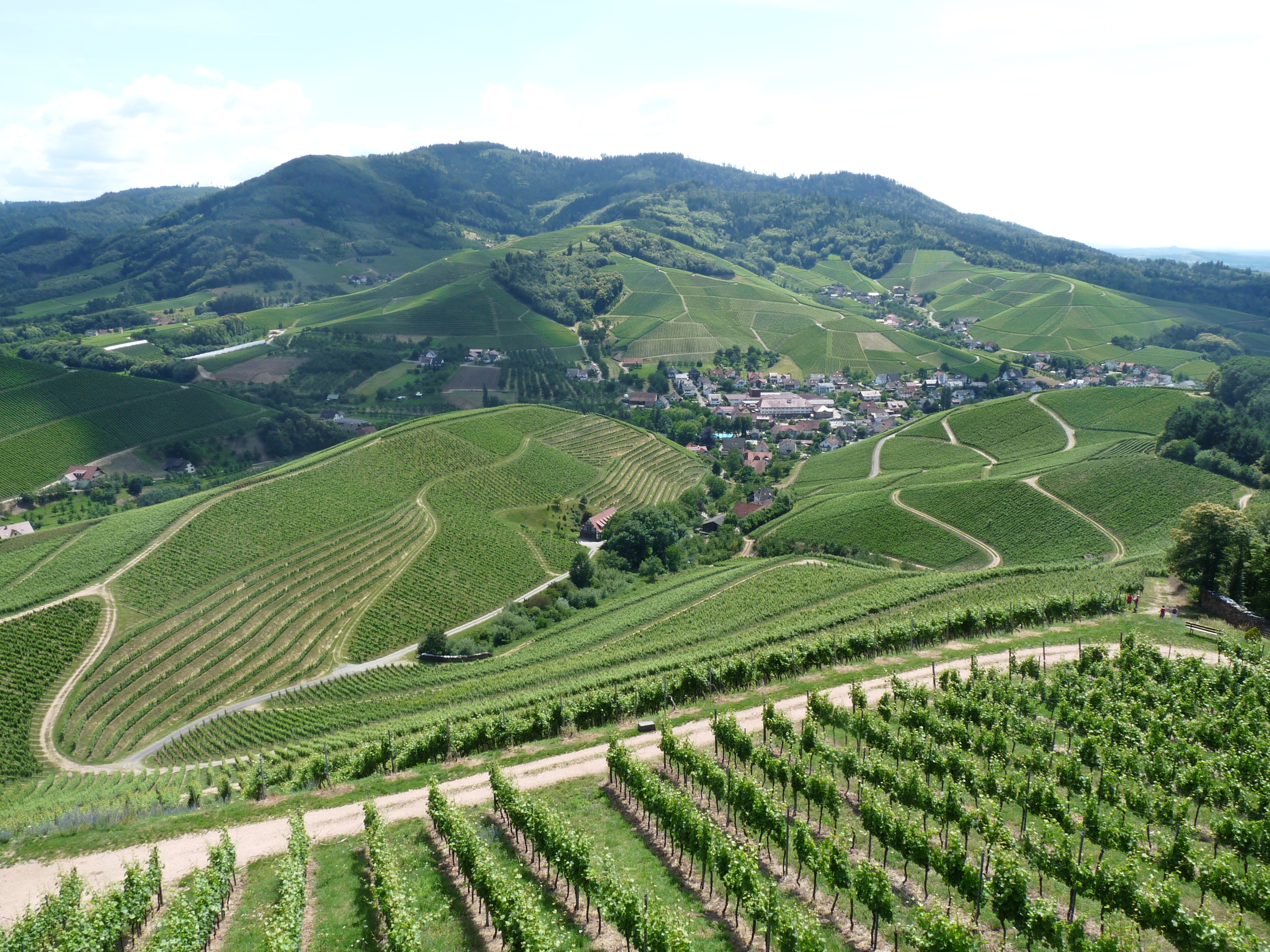
Szőlőültetvények Durchbachban
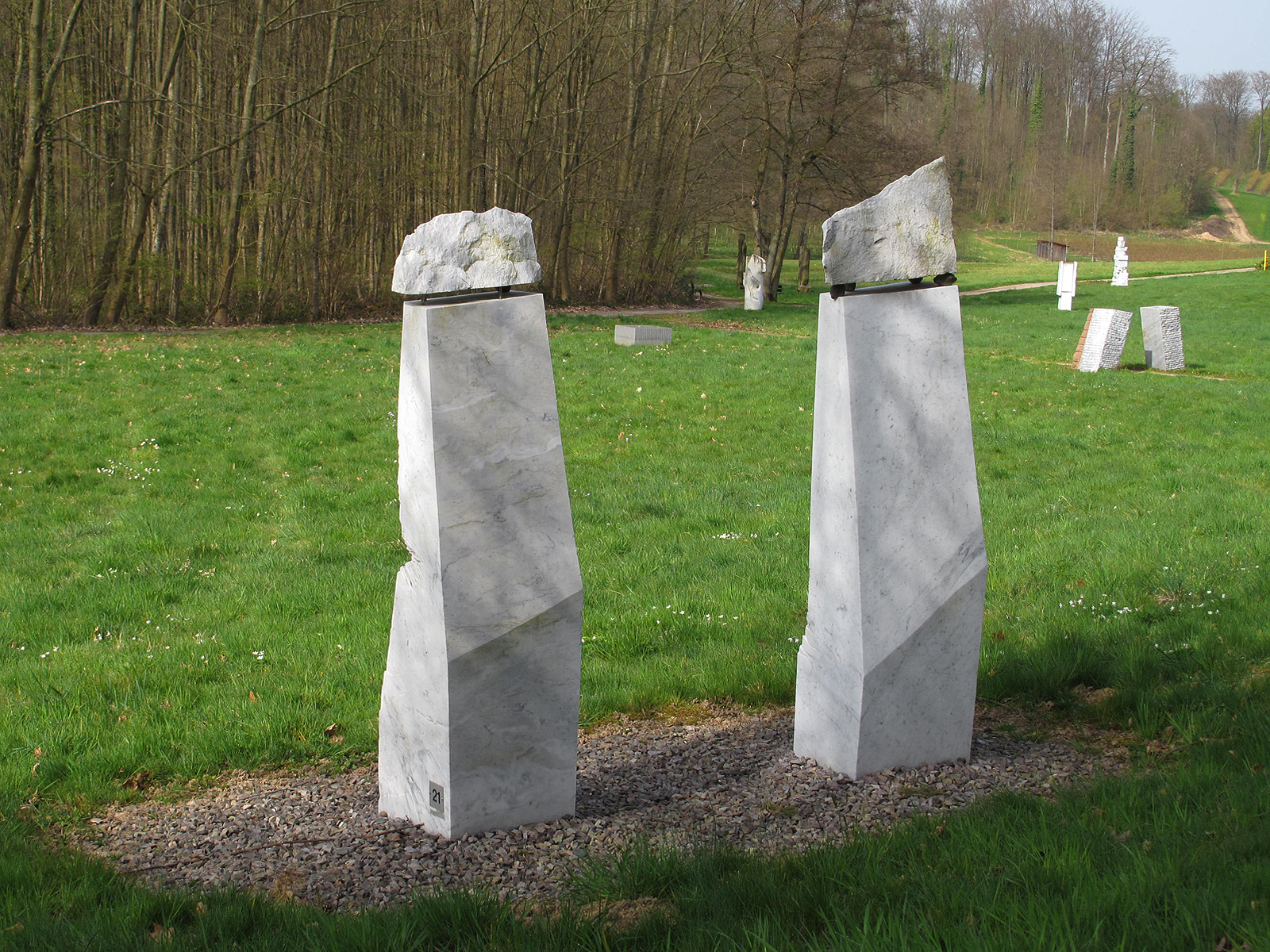
A Szoborpark
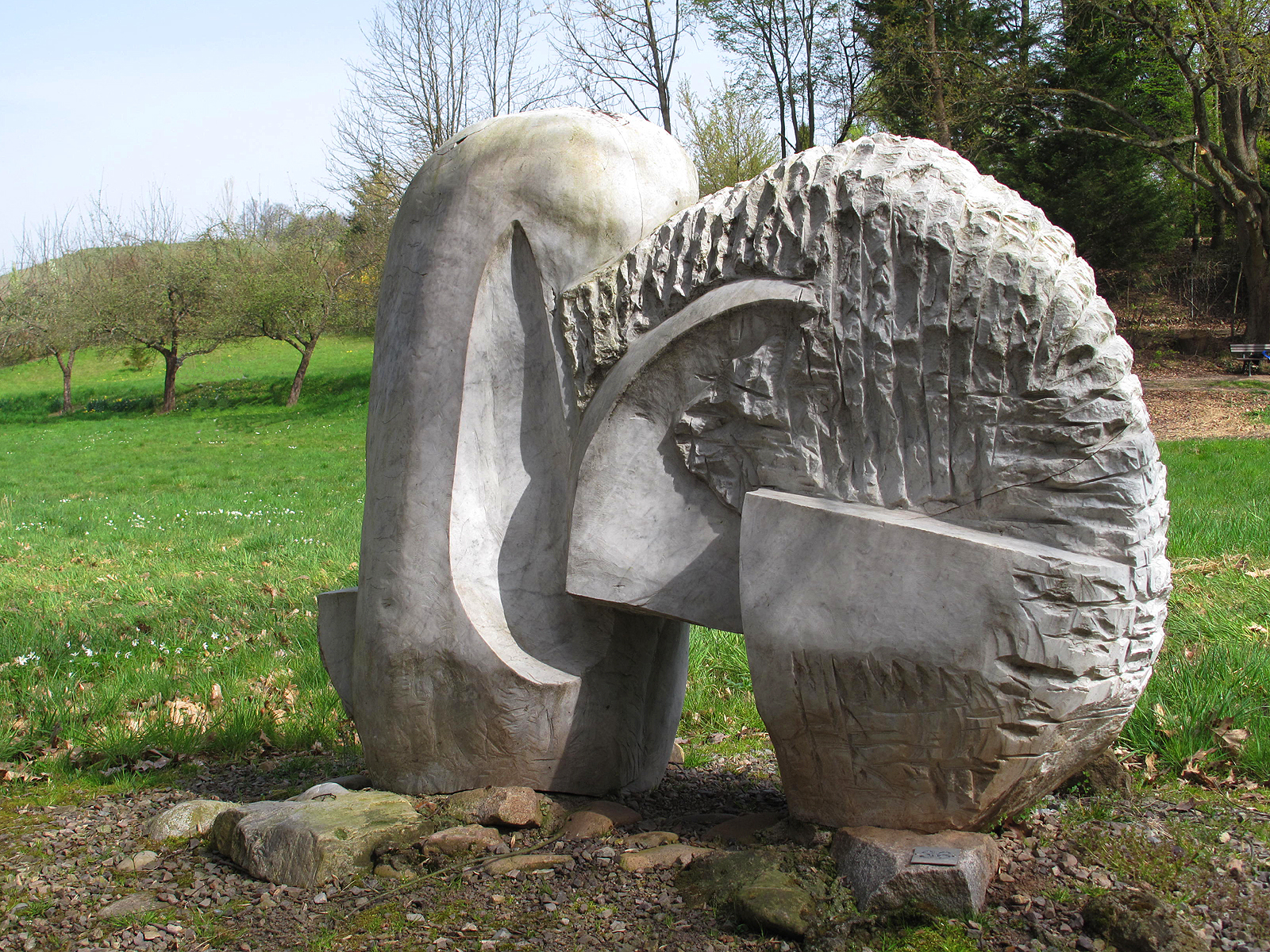

## Gazdaság és infrastruktúra
A közösség gazdasági alapja a szőlőtermesztés / mezőgazdaság, az idegenforgalom és a magánklinika. Ezt az infrastruktúrát körülbelül 100 vállalkozás egészíti ki, amelyek többsége öt-tizenöt főt foglalkoztat. A faluban két pékség, két hentes, élelmiszerbolt, fodrászat, elektronikai üzlet, orvos és gyógyszertár található.

### Oktatás
Durbachban egy kétszintes általános iskola működik illetve kettő óvoda. A településen nem található közép és felsőoktatási intézmény. Ezek a környező városokban találhatóak meg.

### Mezőgazdaság és borkészítés
A bor- és gyümölcstermesztés a Durbach egyik fő bevételi forrása. A település a badeni borvidék Ortenau régiójához tartoznak. A szőlőt a 12. század óta termesztik Durbachban (1180-ig visszakövethető). A Durbacher borszövetkezet és további 12 privát pincészettel együtt Németországban és Európában itt található legtöbb díjnyertes pincészet. Durbach a Baden-Württemberg legnépszerűbb pincészeteivel rendelkező borváros. Ugyanakkor Durbach jelenleg az egyetlen borváros, ahol mind a 12 bortermelő egy helyen kínálja termékeit (Durbacher LÄDELE). A Graf Wolff Metternich pincészetet Durbach és az Ortenau legrégebbi borászatának tekintik. A Heinrich Männle és Andreas Laible pincészeteket 2006-ban a 20 legjobb európai pincészet közé választották.

### Turizmus
A Staufenberg kastély toronyként magasodik Durbach fölé. A 383 méter magas dombtetőn lévő kastélyteraszról gyönyörű panoráma nyílik az erdőkkel borított Fekete-erdő csúcsaira, szőlőültetvényeire, a lábánál lévő településre, a Felső-Rajna síkságára és a Strasbourg-i székesegyházra. A Staufenberg kastély túraútvonalakkal és autóval is elérhető.

### A Durchbachi Klinika

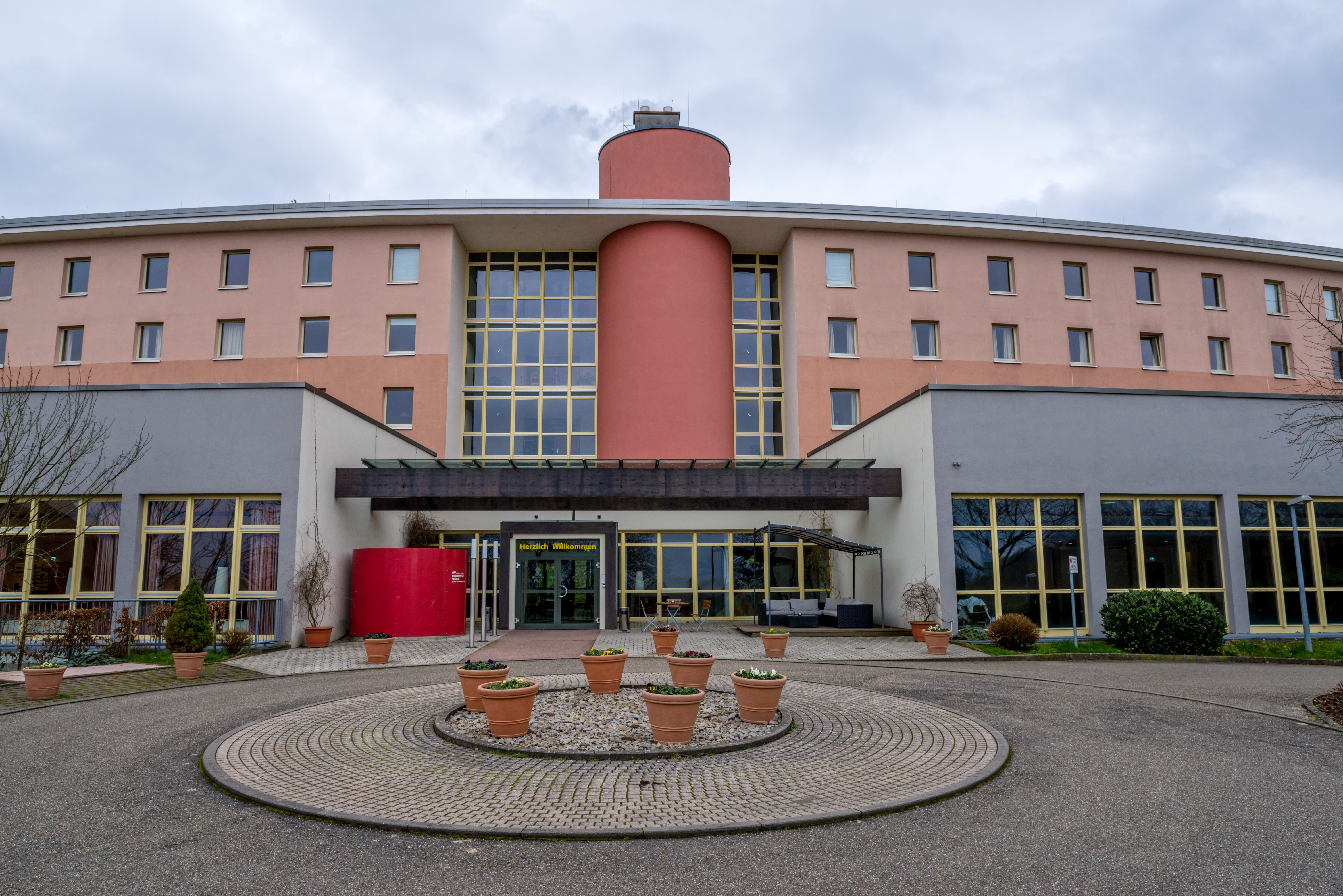
A Durchbachi klinika

A durbachi Mediclin Staufenburg Klinika egy szakklinika, amely diabetológiai, onkológiai / urológiai és reumatológiai / ortopédiai rendeléssel rendelkezik.
A klinika az anyagcsere-betegségek, különösen az 1. és 2. típusú cukorbetegség, a vesék és húgyúti daganatos betegségek, valamint az izom-csontrendszeri betegségek kezelésére szakosodott.

## Fordítás
Ez a szócikk részben vagy egészben a Durcbach című német Wikipédia-szócikk fordításán alapul. Az eredeti cikk szerkesztőit és forrásait annak laptörténete sorolja fel.